# Jean Vanderghote
Jean Charles François Marie Vanderghote (Brugge, 12 augustus 1891 - Ieper, 29 december 1953) was een Belgisch volksvertegenwoordiger en burgemeester.

## Levensloop
Jean-Charles Vanderghote (of Van der Ghote) was een zoon van burgerlijk ingenieur Leon Vanderghote (1852-1927), ingenieur van de provincie West-Vlaanderen, en van Marie Laviolette (1864-1928).
Vanderghote promoveerde tot doctor in de rechten aan de Katholieke Universiteit Leuven en vestigde zich als advocaat in Ieper.
Tijdens de Eerste Wereldoorlog  was hij oorlogsvrijwilliger. In 1917 was hij de eentonigheid van het front moe en hij tekende een engagement van zes jaar als territoriaal agent in Kongo. Hij droeg op zijn ambtskledij als burgemeester de eretekens van Oorlogskruis met palm 1914-1918, Vuurkruiser, Dienstster met barret (Kongo), Oorlogsvrijwilliger 1914-1918, Herinneringsmedaille 1914-1918 en Zegemedaille.
In 1932 werd hij verkozen tot gemeenteraadslid van Ieper en werd onmiddellijk benoemd tot burgemeester, wat hij bleef tot aan zijn dood. Onder zijn bestuur werd een aanzienlijk deel van de reconstructiewerken van de stad Ieper uitgevoerd.
In 1942 werd hij door de bezetter afgezet en vervangen door een tijdelijke oorlogsburgemeester. Hij stond vermeld op de lijst van mogelijke gijzelaars die de bezetter bijhield. Hij was aangeklaagd door VNV-senator Achiel Verstraete, die tijdens de eerste bezettingsjaren VNV-arrondissementsleider voor Ieper en hoofdman van de Zwarte Brigade was. Deze beschuldigde Vanderghote ervan de Duitse belangen te saboteren, de Duitsgezinde bewegingen tegen te werken, de zwarthandel te steunen en rijvergunningen af te leveren aan Duitsvijandige lieden. Daarop volgde de onmiddellijke afzetting. Bij de Bevrijding op 6 september 1944 nam Vanderghote onmiddellijk weer het ambt op. Hij trad diezelfde dag op tegen het in het publiek op de Grote Markt kaalscheren van vrouwen die van collaboratie verdacht werden.
In 1939 werd hij verkozen tot volksvertegenwoordiger in het arrondissement Ieper voor de Katholieke Partij en vervulde dit mandaat tot in 1946.
In 1940 werd hij voorzitter van het Ieperse Rode Kruis en bleef dit tot in 1945. Hij werd hierin opgevolgd door zijn schoonbroer, dokter Louis Ronse.  